# Ableptina
Ableptina is een geslacht van vlinders van de familie van de spinneruilen (Erebidae). De wetenschappelijke naam van dit geslacht is voor het eerst voorgesteld door Alice Ellen Prout in een publicatie uit 1927.

## Soorten
- A. aeruginosa Hacker, Fiebig & Stadie, 2021
- A. delospila Prout A. E., 1927
- A. insulana Hacker, Fiebig & Stadie, 2021
- A. mouriesi (Guillermet, 2004)
- A. nephelopera (Hampson, 1909)
- A. nubifera (Hampson, 1902)
- A. tenebricosa Hacker, Fiebig & Stadie, 2021